# Xenosaurus
Xenosaurus, del griego clasico ξένος (xénos), "extraño", y σαῦρος (saûros), "lagarto", es un género de lagartijas nativas de México y América Central. Es el único género viviente de la familia de los xenosáuridos, (Xenosauridae); hay cuatro géneros fósiles en la familia.

## Especies
Se distinguen las siguientes especies:
- Xenosaurus agrenon (King & Thompson, 1968)
- Xenosaurus grandis (Gray, 1856) –- Xenosaurio mayor
- Xenosaurus mendozai[2] Nieto-Montes de Oca, García-Vázquez, Zúñiga-Vega & Schmidt-Ballardo, 2013
- Xenosaurus newmanorum Taylor, 1949 –- Xenosaurio de Newman
- Xenosaurus penai Pérez Ramos, De La Riva & Campbell, 2000
- Xenosaurus phalaroanthereon Nieto-Montes De Oca, Campbell & Flores-Villela, 2001
- Xenosaurus platyceps King & Thompson, 1968 –- Xenosaurio cabeza plana
- Xenosaurus rackhami (Stuart, 1941)
- Xenosaurus rectocollaris Smith & Iverson, 1993
- Xenosaurus tzacualtipantecus[3] Woolrich-Piña & Smith, 2012